# Venere e il professore
Venere e il professore (A Song Is Born) è un film del 1948 diretto da Howard Hawks.
È il remake in versione musical di Colpo di fulmine (Ball of Fire) diretto dallo stesso regista nel 1941.

## Trama
Il professor Hobart Frisbee e i suoi colleghi, tra cui il professor Magenbruch, stanno scrivendo un'enciclopedia musicale. Grazie a due lavavetri di nome Buck e Bubbles, scoprono l'esistenza di nuove musiche popolari chiamate jazz, swing, boogie woogie o bebop.
I professori rimangono coinvolti con i guai della cantante di night club Honey Swanson. La donna ha bisogno di un posto dove nascondersi dalla polizia, che vuole interrogarla sul suo fidanzato, il gangster Tony Crow. Decidono di darle rifugio, nonostante Frisbee non sia d'accordo. Mentre è lì, ne approfittano per farle cantare alcune canzoni jazz. Le canzoni che suonano includono A Song Is Born, Daddy-O, I'm Getting Sentimental Over You, Flying Home e Redskin Rumba.
Alla fine Tony perdona Honey ma a quel punto lei e Hobart sono già innamorati.

## Colonna sonora
- Trio in B flat major, Op. 97 (1811) -   scritta da Ludwig van Beethoven,  suonata dai professori
- Stealin' Apples (1936) -   musica di Fats Waller,  eseguita da Benny Goodman
- Anvil Chorus from Il Trovatore (1853) -   musica di Giuseppe Verdi
- Quartet from Rigoletto (1851) -   musica di Giuseppe Verdi
- Overture from William Tell (1829) -   musica di Gioachino Rossini
- Bridal Chorus (Here Comes the Bride) (1850) -  scritta da Richard Wagner
- Sweet Genevieve (1869) -   musica di Henry Tucker,  parole di George Cooper
- Gaudeamus Igitur - tradizionale,  cantata dai professori
- Joshua Fit de Battle of Jericho - tradizionale,  cantata dal Golden Gate Quartet
- Flying Home (1939) -   composta da Lionel Hampton, Benny Goodman e Edgar De Lange,  eseguita da Benny Goodman e altri
- A Song Is Born (1948) - ,  musica di Gene de Paul,  parole di Don Raye,  mimata da Virginia Mayo su voce di Jeri Sullavan e suonata da Louis Armstrong
- Daddy-O (1948) -  musica di Gene de Paul,  parole di Don Raye,  mimata da Virginia Mayo su voce di Jeri Sullavan e suonata dal Page Cavanaugh Trio
- B-A-C-H Boogie -  suonata da Ford Washington Lee
- Anitra's Boogie -  suonata da Benny Goodman e Ford Washington Lee
- Muskrat Ramble (1926) -   scritta da Ray Gilbert e Kid Ory,  eseguita da Mel Powell
- I'm Getting Sentimental Over You (1932) -   musica di George Bassman,  suonata da Tommy Dorsey e orchestra
- Old Blind Barnabas - tradizionale,  eseguita dal Golden Gate Quartet con Willie Johnson
- Goldwyn Stomp (1947) - scritta da Lionel Hampton,  eseguita da Lionel Hampton e dalla band con Armstrong
- Redskin Rhumba (1945) - eseguita da Charlie Barnet e orchestra